# Tetraglenes phantoma
Tetraglenes phantoma är en skalbaggsart som beskrevs av Gerstaecker 1871. Tetraglenes phantoma ingår i släktet Tetraglenes och familjen långhorningar.
Artens utbredningsområde är Kenya. Inga underarter finns listade i Catalogue of Life.